# Artur Krysiak
Artur Krysiak (Łódź, 1989. augusztus 11. –) lengyel labdarúgó. Jelenleg a Exeter City FC. A lengyel U19-es válogatott tagja volt.

## Klub karrier
Krysak 1989. augusztus 11-én született a lengyelországi Łódźban, ahol megtanulta a labdarúgás alapjait. 2006 augusztusában egy hároméves szerződést írt alá a Birmingham City csapatával. Alig két órával a szerződés aláírása után Nigel Spink edző tudta, hogy "jó üzletet kötött".
A 2007–2008-as szezon második félévét a skót Gretna FC-nél töltötte kölcsönben. 2008. február 16-án debütált a csapatnál, mikor Greg Fleminget felfüggesztették. Krysiak ezután még háromszor lépett pályára, mivel Fleming visszatért a csapathoz. Ennél a csapatnál az utolsó meccsét 2008. május 13-án játszotta a Hearts ellen.
A 2008–2009-es szezont az angol York City csapatánál kezdte, itt volt kölcsönben 1 hónapon át, mivel a csapat előző kapusa Michael Ingham lesérült. A Crawley Town csapata ellen debütált, másodszor a Wrexham csapata ellen lépett pályára, de a mérkőzés alatt kificamodott az ujja, így sérülése miatt visszatért Birminghambe.
Miután visszatért Birminghambe újra pályára lépett a Doncaster Rovers csapata ellen 2008 szeptemberében. Még ugyan ebben a hónapban szeptember 23-án három hónapra kölcsönadták a Swansea City csapatának és még aznap a kispadról nézte végig a mérkőzést. A Southampton csapata ellen debütált az Angol labdarúgó-bajnokság másodosztályában ahol 90 percet töltött a pályán.
2009. január 2-án csatlakozott a skót Motherwell csapathoz, kölcsönbe. 2009 májusában a Birmingham megerősítette, hogy Krysiak szerződése lejár a szezon végén a klubnál. Azonban néhány héttel később újabb 1 éves szerződét írt alá a klubbal. 2009. augusztus 10-én Krysiak kölcsönbe került a Burton Albion csapatához 1 hónapra. Meggyőző teljesítménye miatt szerződését meghosszabbították a csapatnál.